# Premio del Sindicato de Guionistas 1951
La 4ª edición de los Premios del Sindicato de Guionistas de Estados Unidos otorgados a los mejores guionistas de cine de 1951. Los ganadores fueron anunciados en 1952.

## Nominados y ganadores[2]

### Cine
Los ganadores están listados primero y en negritas.
| Mejor Guion de un tema Americano - Bright Victory – Robert Henry Buckner⭐ - A Place in the Sun – Michael Wilson y Harry Brown, basado en la novela de Theodore Dreiser - Death of a Salesman, – Stanley Roberts; basado en la obra de Arthur Miller - Saturday's Hero – Sidney Buchman y Millard Lampedll, basado en la novela de Millard Lampell - The Well – Russell Rouse y Clarence Green         | Mejor Guion Bajo Presupuesto - The Steel Helmet – Samuel Fuller⭐ - Five, Screenplay by Arch Oboler - Litle Big Horn – Charles Marquis Warren; argumento de Harold Shumate - Pickup – Hugo Haas y Arnold Lipp; basado en la novela de Josef Kopta - The First Legion – Emmet Lavery; basado en la obra de Emmet Lavery                                 |
| Mejor Guion en Musical - An American in Paris – Alan Jay Lerner⭐ - Here Comes the Groom – Virginia Van Upp, Liam O'Brien y Myles Connolly - On the Riviera – Valentine Davies, Phoebe Ephron y Henry Ephron; basado en la obra de Rudolph Lothar y Hans Adler - Show Boat – John Lee Mahin, basado en la obra de Jerome Kern y Oscar Hammerstein II - The Great Caruso – Sonya Levien yWilliam Ludwig | Mejor Guion Dramático - A Place in the Sun – Michael Wilson y Harry Brown⭐ - A Streetcar Named Desire – Tennessee Williams - Death of a Salesman – Stanley Roberts; basado en la obra de Arthur Miller - Detective Story – Philip Yordan y Robert Wyler; basado en la obra de Sidney Kingsley - Fourteen Hours – John Paxton; argumento de Joel Sayre |
| Mejor Guion de Comedia - Father's Little Dividend – Albert Hackett y Frances Goodrich⭐ - Angels in the Outfield – Dorothy Kingsley y George Wells, argumento de Richard Conlin - People Will Talk – Joseph L. Mankiewicz; basado en la obra de Curt Goetz - That's My Boy – Cy Howard - You're in the Navy Now – Richard Murphy                                                                       | |